# Epreville
Epreville é uma comuna francesa na região administrativa da Normandia, no departamento de Sena Marítimo. Estende-se por uma área de 6,45 km². Em 2010 a comuna tinha 1 034 habitantes (densidade: 160,3 hab./km²).